# Discografia dei Pearl Jam
La discografia dei Pearl Jam, gruppo musicale statunitense in attività dal 1990, si compone di dodici album in studio, 23 album dal vivo, tre raccolte e oltre quaranta singoli.

## Discografia

### Album in studio
| 1991                                           | Ten - Pubblicazione: 27 agosto 1991 - Etichetta: Epic - Formato: CD, cassetta (CS), LP             | 2 | 11 | 31 | 20 | 2 | 15 | 38 | 20 | 10 | 8 | 16 | 9  | 18 | 9.6 milioni + (US) | US: 13× Platino CAN: 7× Platino UK: Oro AUS: 7× Platino |
| 1993                                           | Vs. - Pubblicazione: 19 ottobre 1993 - Etichetta: Epic - Formato: CD, CS, LP                       | 1 | 1  | 7  | —  | 1 | 8  | —  | 15 | 1  | 1 | 3  | 1  | 2  | 5.9 milioni + (US) | US: 7× Platino CAN: 5× Platino UK: Oro                  |
| 1994                                           | Vitalogy - Pubblicazione: 6 dicembre 1994 - Etichetta: Epic - Formato: CD, CS, LP                  | 1 | 1  | 7  | —  | 2 | 8  | —  | 16 | 7  | 7 | 1  | 1  | 4  | 4.7 milioni + (US) | US: 5× Platino CAN: 5× Platino UK: Oro                  |
| 1996                                           | No Code - Pubblicazione: 27 agosto 1996 - Etichetta: Epic - Formato: CD, CS, LP                    | 1 | 1  | 3  | 6  | 1 | 6  | —  | 9  | 5  | 3 | 1  | 1  | 3  | 1.4 milioni + (US) | US: Platino CAN: 2× Platino                             |
| 1998                                           | Yield - Pubblicazione: 3 febbraio 1998 - Etichetta: Epic - Formato: CD, CS, LP                     | 2 | 1  | 4  | 3  | 2 | 4  | —  | 4  | 4  | 1 | 1  | 3  | 7  | 1.6 milioni + (US) | US: Platino CAN: 2× Platino UK: Silver AUS: Platino     |
| 2000                                           | Binaural - Pubblicazione: 16 maggio 2000 - Etichetta: Epic - Formato: CD, CS, LP                   | 2 | 1  | 8  | 5  | 2 | 4  | 6  | 2  | 5  | 2 | 1  | 6  | 5  | 718,000 + (US)     | US: Oro CAN: Oro AUS: Platino                           |
| 2002                                           | Riot Act - Pubblicazione: 12 novembre 2002 - Etichetta: Epic - Formato: CD, LP                     | 5 | 1  | 24 | 12 | 4 | 13 | 9  | 2  | 23 | 3 | 2  | 13 | 34 | 500,000 + (US)     | US: Oro CAN: Oro AUS: Platino                           |
| 2006                                           | Pearl Jam - Pubblicazione: 2 maggio 2006 - Etichetta: J - Formato: CD, LP                          | 2 | 2  | 3  | 2  | 2 | 4  | 4  | 1  | 2  | 4 | 2  | 6  | 5  | 704,000 + (US)     | US: Oro CAN: Platino AUS: Platino                       |
| 2009                                           | Backspacer - Pubblicazione: 20 settembre 2009 - Etichetta: Universal Music Group - Formato: CD, LP | 1 | 1  | 3  | 6  | 1 | 3  | 2  | 4  | 3  | 4 | 1  | 13 | 9  |                    | US: Oro CAN: Platino AUS: Platino                       |
| 2013                                           | Lightning Bolt - Pubblicazione: 15 ottobre 2013 - Etichetta: Monkeywrench - Formato: CD, LP        | 1 | 1  | 3  | 1  | 1 | 4  | 1  | 2  | 2  | 2 | 2  | 12 | 2  |                    | CAN: Platino AUS: Oro                                   |
| 2020                                           | Gigaton - Pubblicazione: 27 marzo 2020 - Etichetta: Monkeywrench - Formato: CD, LP                 | 5 | 3  | 1  | 4  | 5 | 3  | 6  | 1  | 30 | 4 | 6  | 10 | 6  |                    |                                                         |
| 2024                                           | Dark Matter - Pubblicazione: 19 aprile 2024 - Etichetta: Monkeywrench - Formato: CD, LP            | 5 | 2  | 2  | 2  | 9 | 2  | 2  | 3  | 29 | — | 3  | 21 | 2  |                    |                                                         |
| "—" denota un album non entrato in classifica. | |   |    |    |    |   |    |    |    |    |   |    |    |    |                    |                                                         |

### Album dal vivo
- 1998 - Live on Two Legs (Epic Records)
- 2004 - Live at Benaroya Hall (Epic Records)
- 2006 - Live at Easy Street (EP) (J Records)
- 2007 - Live at the Gorge 05/06 (Monkey Wrench)
- 2011 - Live on Ten Legs (Universal)
- 2017 - Let's Play Two (Republic)

#### Serie "Bootleg"
A partire dal loro tour del 2000 (Binaural Tour), il gruppo iniziò a pubblicare album dal vivo, da loro stessi chiamati bootleg, pur essendo degli album ufficiali, di ogni loro concerto via Internet (a pagamento da un sito apposito), con alcuni show particolari (una dozzina per tour, i più significativi a opinione del gruppo) che finiscono anche nei negozi.
Questo è successo per il Binaural Tour del 2000, il Riot Act Tour del 2003 e per il loro tour del 2006.

##### 1992
1. Live in NYC 12/31/92

##### 1993
1. 11/30/93 - Las Vegas, Nevada

##### 2000

###### Europa
1. 23/5/00 - Lisbon, Portugal
2. 25/5/00 - Barcelona, Spain
3. 26/5/00 - San Sebastian, Spain
4. 29/5/00 - London, England
5. 30/5/00 - London, England
6. 01/6/00 - Dublin, Ireland
7. 03/6/00 - Glasgow, Scotland
8. 04/6/00 - Manchester, England
9. 06/6/00 - Cardiff, Wales
10. 08/6/00 - Paris, France
11. 09/6/00 - Köln/Hahn, Germany
12. 11/6/00 - Nurnberg, Germany
13. 12/6/00 - Landgraaf, Netherlands
14. 14/6/00 - Prague, Czech Republic
15. 15/6/00 - Katowice, Poland
16. 16/6/00 - Katowice, Poland
17. 18/6/00 - Salzburg, Austria
18. 19/6/00 - Ljubljana, Slovenia
19. 20/6/00 - Verona, Italy
20. 22/6/00 - Milan, Italy
21. 23/6/00 - Zurich, Switzerland
22. 25/6/00 - Berlin, Germany
23. 26/6/00 - Hamburg, Germany
24. 28/6/00 - Stockholm, Sweden
25. 29/6/00 - Oslo, Norway

###### Stati Uniti
Prima parte
26. August 3 2000 - Virginia Beach, Virginia
27. August 4 2000 - Charlotte, North Carolina
28. August 6 2000 - Greensboro, North Carolina
29. August 7 2000 - Atlanta, Georgia
30. August 9 2000 - West Palm Beach, Florida
31. August 10 2000 - West Palm Beach, Florida
32. August 12 2000 - Tampa, Florida
33. August 14 2000 - New Orleans, Louisiana
34. August 15 2000 - Memphis, Tennessee
35. August 17 2000 - Nashville, Tennessee
36. August 18 2000 - Noblesville, Indiana
37. August 20 2000 - Cincinnati, Ohio
38. August 21 2000 - Columbus, Ohio
39. August 23 2000 - Wantagh, New York
40. August 24 2000 - Wantagh, New York
41. August 25 2000 - Wantagh, New York
42. August 27 2000 - Saratoga Springs, New York
43. August 29 2000 - Mansfield, Massachusetts
44. August 30 2000 - Mansfield, Massachusetts
45. September 1 2000 - Camden, New Jersey
46. September 2 2000 - Camden, New Jersey
47. September 4 2000 - Columbia, Maryland
48. September 5 2000 - Pittsburgh, Pennsylvania
Seconda parte
49. October 4 2000 - Montreal, Quebec
50. October 5 2000 - Toronto, Ontario
51. October 7 2000 - Auburn Hills, Michigan
52. October 8 2000 - East Troy, Wisconsin
53. October 9 2000 - Chicago, Illinois
54. October 11 2000 - Maryland Heights, Missouri
55. October 12 2000 - Kansas City, Missouri
56. October 14 2000 - The Woodlands, Texas
57. October 15 2000 - The Woodlands, Texas
58. October 17 2000 - Dallas, Texas
59. October 18 2000 - Lubbock, Texas
60. October 20 2000 - Albuquerque, New Mexico
61. October 21 2000 - Phoenix, Arizona
62. October 22 2000 - Las Vegas, Nevada
63. October 24 2000 - Los Angeles, California
64. October 25 2000 - San Diego, California
65. October 27 2000 - Fresno, California
66. October 28 2000 - San Bernardino, California
67. October 30 2000 - Sacramento, California
68. October 31 2000 - Mountain View, California
69. November 2 2000 - Portland, Oregon
70. November 3 2000 - Boise, Idaho
71. November 5 2000 - Seattle, Washington
72. November 6 2000 - Seattle, Washington

##### 2003

###### Australia
- Brisbane, Australia, February 8th 2003
- Brisbane, Australia, February 9th 2003
- Sydney, Australia, February 11th 2003
- Sydney, Australia, February 13th 2003
- Sydney, Australia, February 14th 2003
- Adelaide, Australia, February 16th 2003
- Melbourne, Australia, February 18th 2003
- Melbourne, Australia, February 19th 2003
- Melbourne, Australia, February 20th 2003
- Perth, Australia, February 23rd 2003

###### Giappone
- Sendai, Japan, February 28th 2003
- Yokohama, Japan, March 1st 2003
- Tokyo, Japan, March 3rd 2003
- Osaka, Japan, March 4th 2003
- Nagoya, Japan, March 6th 2003

###### Nord America
Prima parte
- Denver, Colorado, April 1st 2003
- Oklahoma City, Oklahoma, April 3rd 2003
- San Antonio, Texas, April 5th 2003
- The Woodlands, Texas, April 6th 2003
- New Orleans, Louisiana, April 8th 2003
- Birmingham, Alabama, April 9th 2003
- West Palm Beach, Florida, April 11th 2003
- Tampa, Florida, April 13th 2003
- Raleigh, North Carolina, April 15th 2003
- Charlotte, North Carolina, April 16th 2003
- Nashville, Tennessee, April 18th 2003
- Atlanta, Georgia, April 19th 2003
- Lexington, Kentucky, April 21st 2003
- St. Louis, Missouri, April 22nd 2003
- Champaign, Illinois, April 23rd 2003
- Cleveland, Ohio, April 25th 2003
- Pittsburgh, Pennsylvania, April 26th 2003
- Philadelphia, Pennsylvania, April 28th 2003
- Albany, New York, April 29th 2003
- Uniondale, New York, April 30th 2003
- Buffalo, New York, May 2nd 2003
- State College, Pennsylvania, May 3rd 2003

Seconda parte
- Missoula, Montana, May 28th 2003
- Vancouver, British Columbia, May 30th 2003
- Mountain View, California, June 1st 2003
- Irvine, California, June 2nd 2003
- Irvine, California, June 3rd 2003
- San Diego, California, June 5th 2003
- Las Vegas, Nevada, June 6th 2003
- Phoenix, Arizona, June 7th 2003
- Dallas, Texas, June 9th 2003
- Little Rock, Arkansas, June 10th 2003
- Bonner Springs, Kansas, June 12th 2003
- Council Bluffs, Iowa, June 13th 2003
- Fargo, North Dakota, June 15th 2003
- St. Paul, Minnesota, June 16th 2003
- Chicago, Illinois, June 18th 2003
- East Troy, Wisconsin, June 21st 2003
- Noblesville, Indiana, June 22nd 2003
- Columbus, Ohio, June 24th 2003
- Clarkston, Michigan, June 25th 2003
- Clarkston, Michigan, June 26th 2003
- Toronto, Ontario, June 28th 2003
- Montreal, Quebec, June 29th 2003
- Bristow, Virginia, July 1st 2003
- Mansfield, Massachusetts, July 2nd 2003
- Mansfield, Massachusetts, July 3rd 2003
- Camden, New Jersey, July 5th 2003
- Camden, New Jersey, July 6th 2003
- New York, New York, July 8th 2003
- New York, New York, July 9th 2003
- Mansfield, Massachusetts, July 11th 2003
- Hershey, Pennsylvania, July 12th 2003
- Holmdel, New Jersey, July 14th 2003
- Mexico City, Mexico, July 17th 2003
- Mexico City, Mexico, July 18th 2003
- Mexico City, Mexico, July 19th 2003

## Raccolte
- 2003 - Lost Dogs raccolta di rarità e Bside (Epic Records)
- 2004 - Rearviewmirror: Greatest Hits 1991-2003 (Epic Records)
- 2011 - Pearl Jam Twenty (Columbia Records)

## Singoli
| Anno | Titolo                         | Classifiche | Classifiche | Classifiche | Classifiche | Classifiche | Classifiche | Album di provenienza                                           |
| Anno | Titolo                         | US          | US MR       | US Alt.     | AUS         | NZ          | UK          | Album di provenienza                                           |
| ---- | ------------------------------ | ----------- | ----------- | ----------- | ----------- | ----------- | ----------- | -------------------------------------------------------------- |
| 1991 | Alive                          | —           | 16          | 18          | 9           | 20          | 16          | Ten                                                            |
| 1992 | Even Flow                      | —           | 3           | 21          | 22          | 20          | 27          | Ten                                                            |
| 1992 | Jeremy                         | 79          | 5           | 5           | —           | 34          | 15          | Ten                                                            |
| 1992 | Oceans                         | —           | —           | —           | —           | 16          | —           | Ten                                                            |
| 1993 | Go                             | —           | 3           | 8           | 22          | 2           | —           | Vs.                                                            |
| 1993 | Daughter                       | 97          | 1           | 1           | 18          | 11          | 18          | Vs.                                                            |
| 1994 | Animal                         | —           | 21          | —           | 30          | 7           | —           | Vs.                                                            |
| 1994 | Dissident                      | —           | 3           | —           | —           | —           | 14          | Vs.                                                            |
| 1994 | Spin the Black Circle          | 18          | 16          | 11          | 3           | 2           | 10          | Vitalogy                                                       |
| 1995 | Not for You                    | —           | 12          | 38          | 29          | 10          | 34          | Vitalogy                                                       |
| 1995 | Immortality                    | —           | 10          | 31          | —           | 29          | —           | Vitalogy                                                       |
| 1995 | Merkin Ball/I Got Id           | 7           | 2           | 3           | 2           | 17          | 25          | Merkin Ball                                                    |
| 1996 | Who You Are                    | 31          | 5           | 1           | 5           | 17          | 18          | No Code                                                        |
| 1996 | Hail, Hail                     | —           | 9           | 9           | 31          | —           | —           | No Code                                                        |
| 1996 | Off He Goes                    | —           | 34          | 31          | 46          | —           | —           | No Code                                                        |
| 1998 | Given to Fly                   | 21          | 1           | 3           | 13          | 12          | 12          | Yield                                                          |
| 1998 | Wishlist                       | 47          | 6           | 6           | 48          | —           | 30          | Yield                                                          |
| 1999 | Last Kiss                      | 2           | 5           | 2           | 1           | 19          | 42          | No Boundaries                                                  |
| 2000 | Nothing as It Seems            | 49          | 3           | 10          | 7           | 42          | 22          | Binaural                                                       |
| 2000 | Light Years                    | —           | 17          | 26          | —           | —           | 52          | Binaural                                                       |
| 2002 | I Am Mine                      | 43          | 7           | 6           | 12          | 48          | 26          | Riot Act                                                       |
| 2003 | Save You                       | —           | 23          | 29          | —           | —           | —           | Riot Act                                                       |
| 2003 | Love Boat Captain              | —           | —           | —           | 29          | —           | —           | Riot Act                                                       |
| 2003 | Man of the Hour                | —           | —           | —           | —           | —           | —           | Big Fish Soundtrack                                            |
| 2006 | World Wide Suicide             | 41          | 2           | 1           | —           | —           | —           | Pearl Jam                                                      |
| 2006 | Life Wasted                    | —           | 13          | 10          | —           | —           | —           | Pearl Jam                                                      |
| 2006 | Gone                           | —           | —           | 40          | —           | —           | —           | Pearl Jam                                                      |
| 2007 | Love, Reign o'er Me            | —           | 32          | —           | —           | —           | —           | Reign Over Me Soundtrack                                       |
| 2009 | The Fixer                      | 56          | 10          | 3           | 22          | 11          | 93          | Backspacer                                                     |
| 2009 | Just Breathe                   | 78          | 36          | 6           | —           | —           | —           | Backspacer                                                     |
| 2010 | Amongst the Waves              | —           | —           | 17          | —           | —           | —           | Backspacer                                                     |
| 2011 | Chloe Dancer/Crown of Thorns   | —           | —           | —           | —           | —           | —           | Pearl Jam Twenty                                               |
| 2011 | Olé                            | —           | —           | —           | —           | —           | —           | /                                                              |
| 2013 | Mind Your Manners              | —           | 2           | 12          | —           | —           | —           | Lightning Bolt                                                 |
| 2013 | Sirens                         | 76          | 6           | 4           | —           | 36          | —           | Lightning Bolt                                                 |
| 2014 | Lightning Bolt                 | —           | 6           | —           | —           | —           | —           | Lightning Bolt                                                 |
| 2017 | State of Love and Trust/Breath | —           | —           | —           | —           | —           | —           | Singles: Original Motion Picture Soundtrack                    |
| 2018 | Can't Deny Me                  | —           | 11          | 28          | —           | —           | —           | /                                                              |
| 2020 | Dance of the Clairvoyants      | —           | 17          | 3           | —           | —           | —           | Gigaton                                                        |
| 2020 | Superblood Wolfmoon            | —           | 4           | 17          | —           | —           | —           | Gigaton                                                        |
| 2020 | Quick Escape                   | —           | —           | 32          | —           | —           | —           | Gigaton                                                        |
| 2020 | Retrograde                     | —           | —           | 35          | —           | —           | —           | Gigaton                                                        |
| 2020 | Get It Back                    | —           | —           | —           | —           | —           | —           | Good Music to Avert the Collapse of American Democracy, Vol. 2 |
| 2024 | Dark Matter                    | —           | 1           | 28          | —           | —           | —           | Dark Matter                                                    |
| 2024 | Running                        | —           | —           | —           | —           | —           | —           | Dark Matter                                                    |
| 2024 | Wreckage                       | —           | 1           | 28          | —           | —           | —           | Dark Matter                                                    |

### Singoli promozionali
| Anno | Titolo                                           | Classifiche | Classifiche | Album di provenienza |
| Anno | Titolo                                           | US MR       | US Alt.     | Album di provenienza |
| ---- | ------------------------------------------------ | ----------- | ----------- | -------------------- |
| 1993 | Black                                            | 3           | 20          | Ten                  |
| 1994 | Elderly Woman Behind the Counter in a Small Town | 23          | 17          | Vs.                  |
| 1994 | Glorified G                                      | 39          | —           | Vs.                  |
| 1994 | Yellow Ledbetter                                 | 21          | 26          | Lost Dogs            |
| 1994 | Tremor Christ                                    | 16          | 16          | Vitalogy             |
| 1995 | Better Man                                       | 1           | 2           | Vitalogy             |
| 1995 | Nothingman                                       | —           | —           | Vitalogy             |
| 1995 | Corduroy                                         | 22          | 13          | Vitalogy             |
| 1996 | Red Mosquito                                     | 37          | —           | No Code              |
| 1998 | In Hiding                                        | 14          | 13          | Yield                |
| 1998 | Do the Evolution                                 | 40          | 33          | Yield                |
| 1998 | Elderly Woman Behind the Counter in a Small Town | 21          | 26          | Live on Two Legs     |
| 2009 | Brother                                          | 5           | 1           | Ten (riedizione)     |
| 2009 | Supersonic                                       | —           | —           | Backspacer           |
| 2014 | Swallowed Whole                                  | —           | —           | Lightning Bolt       |